# NUTS:LT
Als NUTS:LT oder NUTS-Regionen in Litauen bezeichnet man die territoriale Gliederung von Litauen gemäß der europäischen „Systematik der Gebietseinheiten für die Statistik“ (NUTS).

## Grundlagen
In Litauen werden die drei NUTS-Ebenen wie folgt belegt:
- NUTS-1: Litauen
- NUTS-2: Litauen
- NUTS-3: Statistische Regionen

## NUTS codes ab 2016
LT0 Litauen
LT01 Sostinės regionas
LT011 Vilnius
LT02 Vidurio ir vakarų Lietuvos regionas
LT021 Alytus
LT022 Kaunas
LT023 Klaipėda
LT024 Marijampolė
LT025 Panevėžys
LT026 Šiauliai
LT027 Tauragė
LT028 Telšiai
LT029 Utena

## NUTS codes bis 2016
LT0 Litauen
LT00 Litauen
LT001 Alytus
LT002 Kaunas
LT003 Klaipėda
LT004 Marijampolė
LT005 Panevėžys
LT006 Šiauliai
LT007 Tauragė
LT008 Telšiai
LT009 Utena
LT00A Vilnius